# Buckleya
Buckleya es un género con seis especies de plantas de flores perteneciente a la familia Santalaceae. 

## Especies seleccionadas
- Buckleya distichophylla
- Buckleya henryi
- Buckleya joan
- Buckleya lanceolata
- Buckleya quadriala